# Ahlstrom (entreprise)
Pour l'entreprise actuelle, voir Ahlstrom-Munksjö.
Ahlstrom Oyj (jusqu'en 2001 A. Ahlström Osakeyhtiö) est une société finlandaise.

## Histoire

### Débuts 1851
La société A. Ahlström Oy est fondée en 1851 par Antti Ahlström.
Antti Ahlström est alors deja un entrepreneur polyvalent.
La société vit d'agriculture, d'un moulin à farine, d'une fabrique de pots en argile, d'une petite usine de papier glacé et d'une scierie en copropriété.

### Foundation 1851-1900
Dans les années 1866–1874, Antti Ahlström se lance dans le transport maritime.
Il investit les capitaux qu'il en tire dans une scierie et quatre forges.
Dans les années 1880 et 1890 Antti Ahlström achète des scieries et des ferronneries.
À sa mort en 1896, Antti Ahlströmin est propriétaire de 14 scieries et 4 ferronneries
Son épouse Eva Ahlström prend alors la direction de la société Ahlström.
On considère que Eva Ahlström est la première directrice industrielle de Finlande

### Expansion 1900-1950
De 1908 à 1931, le groupe est dirigé par leur fils aîné Walter Ahlström.
À la mort de Walter en 1931, Ahlström est le plus grand groupe industriel de Finlande.
avec 30 unités de production et plus de 5000 employés.
Au cours de son mandat, Walter Ahlström la société sera devenue un conglomérat avec des activités d'industrie forestière et chimique, des ateliers d’usinage et des verreries.
En 1937, le nouveau siège social, conçu par Valter Jung, ouvre sur Eteläesplanadi à Helsinki.
Le restaurant Savoy, décoré par Aino Aalto, Alvar Aalto et Dora Jung, ouvre au rez de chaussée.
Après la Seconde Guerre mondiale, le traitement chimique du bois est concentré à Varkaus et le traitement mécanique à Karhula.

### Internationalisation 1950-2000
Dans les années 1950, la verrerie Iittala devient célèbre, quand Tapio Wirkkala et Timo Sarpaneva sont récompensés à plusieurs reprises aux triennales de Milan.

### Suite 2000-
Le 30 juin 2001, le groupe est divisé en trois nouvelles sociétés:
- Ahlstrom Oyj, pour les activités industrielles,
- Ahlström Capital Oy comme société d'investissement,
- A. Ahlström Osakeyhtiö, entreprise gérant les biens de la famille Ahlström.

En 2017, Ahlstrom Oyj fusionne avec la société Munksjö (sv) pour former Ahlstrom-Munksjö,.
En 2019, le groupe ferme une ligne de production à Stenay, dans la Meuse, et licencie 77 salariés.
En 2023, alors bénéficiaire en France, le groupe décide de lancer un "processus de consultation" des représentants syndicaux" en vue d'une cession ou d'une fermeture du site. Cette fermeture de site provoquerait le licenciement de 131 salariés et de 450 emplois indirects dans une région fortement désindustrialisée.[2] [archive] L'intersyndicale, organisée, décide de s'organiser et contacte de nombreux médias pour médiatiser l'affaire, obligeant le groupe à répondre au communiqué de l'intersyndicale par un autre communiqué.